# Palmeiras Nordeste Futebol
Palmeiras Nordeste Futebol was een Braziliaanse voetbalclub uit Feira de Santana in de deelstaat Bahia. 

## Geschiedenis
De club werd opgericht 22 augustus 2000 als AA Independente. In 2001 werd de club kampioen van de tweede klasse van het Campeonato Baiano en mocht dat jaar meteen deelnemen aan de Campeonato Brasileiro Série C. In de eerste ronde werd de club tweede in zijn groep, achter Juazeiro, en ging naar de tweede groepsfase waar ze dan laatste werden. In 2002 ging de club samenwerken met SE Palmeiras en nam de naam Palmeiras Nordeste aan. In het Campeonato Baiano 2002 won de club de eerste fase en werd in de tweede fase laatste. Opnieuw mocht de club aantreden in de Série C, maar werd nu meteen uitgeschakeld. 
De volgende seizoenen verliepen minder goed en in 2005 volgde een degradatie. In 2007 werd de club ontbonden, Feirense FC is de officieuze opvolger van de club. 